# Bottighofen
Bottighofen – miejscowość i gmina (Politische Gemeinde) w północno-wschodniej Szwajcarii, w kantonie Turgowia, w okręgu (Bezirk) Kreuzlingen. Leży nad Jeziorem Bodeńskim. 

## Demografia
W Bottighofen mieszkają 2 592 osoby. W 2021 roku 36,1% populacji gminy stanowiły osoby urodzone poza Szwajcarią. 

## Transport
Przez teren gminy przebiega droga główna nr 13.